# Kunupia quadratipennis
Kunupia quadratipennis är en fjärilsart som beskrevs av Louis Beethoven Prout. Kunupia quadratipennis ingår i släktet Kunupia och familjen nattflyn. Inga underarter finns listade i Catalogue of Life.